# Torneo Apertura 2022 (Uruguay)
El Torneo Apertura 2022 constituyó el primer certamen del 119.º Campeonato de Primera División del fútbol uruguayo organizado por la AUF.

## Participantes

### Información de equipos
Datos hasta antes del inicio del torneo. Todos los datos estadísticos corresponden únicamente a los Campeonatos Uruguayos organizados por la Asociación Uruguaya de Fútbol, no se incluyen los torneos de la FUF de 1923, 1924 ni el Torneo del Consejo Provisorio 1926 en las temporadas contadas. Las fechas de fundación de los equipos son las declaradas por los propios clubes implicados.
| Equipo                 | Ciudad                 | Estadio de localía                                                            | Capacidad          | Fundación                | Temporadas | Temp. Consecutivas | Títulos | Subtítulos | Indumentaria | 2021 |
| ---------------------- | ---------------------- | ----------------------------------------------------------------------------- | ------------------ | ------------------------ | ---------- | ------------------ | ------- | ---------- | ------------ | ---- |
| Albion                 | Montevideo             | Charrúa                                                                       | 14.000             | 1 de junio de 1891       | 7          | 1                  | 0       | 1          | Mgr Sport    |      |
| Boston River           | Montevideo             | Juventud Parque Artigas                                                       | 12.000             | 20 de febrero de 1939    | 7          | 7                  | 0       | 0          | Kelme        | 11°  |
| Cerrito                | Montevideo             | Pque Viera (8 de febrero) Jardines (21 de febrero) Palermo (11 de marzo-act.) | 7.243 18.000 4.072 | 28 de octubre de 1929    | 8          | 2                  | 0       | 0          | Joma         | 10°  |
| Cerro Largo            | Melo                   | Municipal Arq. Antonio E. Ubilla                                              | 9.000              | 19 de noviembre de 2002  | 9          | 4                  | 0       | 0          | Matgeor      | 5°   |
| Danubio                | Montevideo             | Jardines del Hipódromo                                                        | 18.000             | 1 de marzo de 1932       | 72         | 1                  | 4       | 3          | Umbro        |      |
| Defensor Sporting      | Montevideo             | Estadio Luis Franzini                                                         | 16.000             | 15 de marzo de 1913      | 95         | 1                  | 4       | 9          | Puma         |      |
| Deportivo Maldonado    | Maldonado              | Domingo Burgueño Miguel                                                       | 25.000             | 25 de agosto de 1928     | 9          | 3                  | 0       | 0          | Joma         | 12°  |
| Fénix                  | Montevideo             | Parque Capurro                                                                | 5.500              | 7 de julio de 1916       | 41         | 14                 | 0       | 0          | Mgr Sport    | 9°   |
| Liverpool              | Montevideo             | Belvedere                                                                     | 8.384              | 15 de febrero de 1915    | 81         | 8                  | 0       | 0          | Mgr Sport    | 7°   |
| Montevideo City Torque | Montevideo             | Centenario                                                                    | 60.235             | 26 de diciembre de 2007  | 4          | 3                  | 0       | 0          | Puma         | 4°   |
| Montevideo Wanderers   | Montevideo             | Parque Alfredo Víctor Viera                                                   | 15.000             | 15 de agosto de 1902     | 106        | 23                 | 3       | 8          | Umbro        | 6°   |
| Nacional               | Montevideo             | Gran Parque Central                                                           | 34.000             | 14 de mayo de 1899       | 118        | 118                | 48      | 45         | Umbro        | 2°   |
| Peñarol                | Montevideo             | Campeón del Siglo                                                             | 40.700             | 28 de septiembre de 1891 | 117        | 95                 | 51      | 40         | Puma         | 1°   |
| Plaza Colonia          | Colonia del Sacramento | Parque Juan Gaspar Prandi                                                     | 4.500              | 22 de abril de 1917      | 11         | 4                  | 0       | 0          | Mgr Sport    | 3°   |
| Rentistas              | Montevideo             | Complejo Rentistas                                                            | 6.500              | 26 de marzo de 1933      | 29         | 3                  | 0       | 1          | Kelme        | 13°  |
| River Plate            | Montevideo             | Parque Federico Omar Saroldi                                                  | 6.000              | 11 de mayo de 1932       | 75         | 19                 | 0       | 1          | Mgr Sport    | 8°   |

## Clasificación
| Pos. | Equipo                 | Pts. | PJ | G  | E | P | GF | GC | Dif. |  |
| ---- | ---------------------- | ---- | -- | -- | - | - | -- | -- | ---- |  |
| 1    | Liverpool (C)          | 32   | 15 | 10 | 2 | 3 | 21 | 8  | +13  |  |
| 2    | Nacional               | 28   | 15 | 8  | 4 | 3 | 28 | 10 | +18  |  |
| 3    | Deportivo Maldonado    | 27   | 15 | 8  | 3 | 4 | 20 | 14 | +6   |  |
| 4    | Boston River           | 27   | 15 | 8  | 3 | 4 | 20 | 16 | +4   |  |
| 5    | Peñarol                | 26   | 15 | 7  | 5 | 3 | 10 | 6  | +4   |  |
| 6    | Danubio                | 24   | 15 | 6  | 6 | 3 | 13 | 9  | +4   |  |
| 7    | Fénix                  | 23   | 15 | 7  | 2 | 6 | 15 | 16 | −1   |  |
| 8    | River Plate            | 21   | 15 | 5  | 6 | 4 | 20 | 15 | +5   |  |
| 9    | Montevideo Wanderers   | 21   | 15 | 5  | 6 | 4 | 16 | 11 | +5   |  |
| 10   | Defensor Sporting      | 20   | 15 | 5  | 5 | 5 | 14 | 16 | −2   |  |
| 11   | Rentistas              | 19   | 15 | 5  | 1 | 9 | 16 | 21 | −5   |  |
| 12   | Plaza Colonia          | 13   | 15 | 2  | 7 | 6 | 12 | 15 | −3   |  |
| 13   | Montevideo City Torque | 13   | 15 | 2  | 7 | 6 | 16 | 20 | −4   |  |
| 14   | Cerro Largo            | 12   | 15 | 3  | 3 | 9 | 7  | 23 | −16  |  |
| 15   | Albion                 | 11   | 15 | 2  | 5 | 8 | 16 | 31 | −15  |  |
| 16   | Cerrito                | 8    | 15 | 2  | 5 | 8 | 9  | 22 | −13  |  |

 Fuente: AUF
Notas:
1. ↑  La AUF le adjudicó los 3 puntos a Rentistas luego de su encuentro ante Cerrito.
2. ↑  A Cerrito se le quitaron los 3 puntos obtenidos en su partido frente a Rentistas por inconvenientes con la ficha médica de un jugador.

|  | Campeón del Torneo Apertura y clasificado a la semifinal del Campeonato Uruguayo. |

## Evolución de la clasificación
- 4Actualizado al 6 de junio de 2022.

| Equipo \ Jornadas      | 01 | 02 | 03 | 04 | 05 | 06 | 07 | 08 | 09 | 10 | 11 | 12 | 13 | 14 | 15 |
| ---------------------- | -- | -- | -- | -- | -- | -- | -- | -- | -- | -- | -- | -- | -- | -- | -- |
| Liverpool              | 1  | 1  | 1  | 4  | 6  | 5  | 3  | 4  | 2  | 3  | 3  | 2  | 1  | 1  | 1  |
| Nacional               | 12 | 6  | 8  | 10 | 12 | 10 | 9  | 7  | 6  | 5  | 4  | 3  | 2  | 2  | 2  |
| Deportivo Maldonado    | 3  | 7  | 3  | 3  | 1  | 1  | 1  | 1  | 1  | 1  | 1  | 1  | 3  | 3  | 3  |
| Boston River           | 10 | 13 | 11 | 5  | 3  | 3  | 2  | 3  | 5  | 2  | 2  | 5  | 6  | 5  | 4  |
| Peñarol                | 14 | 15 | 14 | 12 | 7  | 7  | 10 | 9  | 8  | 7  | 5  | 4  | 4  | 4  | 5  |
| Danubio                | 5  | 2  | 4  | 2  | 4  | 6  | 6  | 8  | 7  | 9  | 7  | 8  | 10 | 8  | 6  |
| Fénix                  | 4  | 3  | 6  | 7  | 8  | 9  | 7  | 6  | 9  | 8  | 10 | 9  | 7  | 6  | 7  |
| River Plate            | 8  | 4  | 10 | 6  | 5  | 4  | 5  | 2  | 4  | 6  | 8  | 6  | 8  | 9  | 8  |
| Montevideo Wanderers   | 9  | 5  | 2  | 1  | 2  | 2  | 4  | 5  | 3  | 4  | 6  | 7  | 5  | 7  | 9  |
| Defensor Sporting      | 16 | 10 | 13 | 15 | 15 | 15 | 11 | 12 | 10 | 10 | 9  | 10 | 9  | 10 | 10 |
| Rentistas              | 2  | 9  | 5  | 8  | 10 | 12 | 8  | 10 | 11 | 11 | 11 | 11 | 11 | 11 | 11 |
| Plaza Colonia          | 11 | 14 | 7  | 9  | 9  | 8  | 12 | 13 | 14 | 14 | 14 | 15 | 14 | 12 | 12 |
| Montevideo City Torque | 7  | 11 | 9  | 11 | 13 | 11 | 13 | 11 | 12 | 12 | 12 | 12 | 12 | 13 | 13 |
| Cerro Largo            | 6  | 12 | 16 | 16 | 16 | 16 | 15 | 15 | 15 | 15 | 16 | 14 | 15 | 15 | 14 |
| Albion                 | 15 | 16 | 15 | 13 | 14 | 13 | 14 | 14 | 13 | 13 | 13 | 13 | 13 | 14 | 15 |
| Cerrito                | 13 | 8  | 12 | 14 | 11 | 14 | 16 | 16 | 16 | 16 | 15 | 16 | 16 | 16 | 16 |

Fuente: AUF

## Fixture
- Los horarios corresponden al huso horario de Uruguay: (UTC-3).

| Montevideo City Torque | 1:1 | Cerro Largo         | Centenario             | 5 de febrero | 09:30 | Diego Riveiro      |
| Fénix                  | 1:0 | Peñarol             | Parque Capurro         | 5 de febrero | 17:00 | Leodán González    |
| Defensor Sporting      | 0:3 | Liverpool           | Luis Franzini          | 5 de febrero | 19:30 | Andrés Cunha       |
| Albion                 | 3:5 | Rentistas           | Centenario             | 6 de febrero | 09:30 | Mathías De Armas   |
| Boston River           | 0:0 | Plaza Colonia       | Juan Antonio Lavalleja | 6 de febrero | 17:30 | Javier Burgos      |
| Nacional               | 2:3 | Deportivo Maldonado | Gran Parque Central    | 6 de febrero | 20:00 | Christian Ferreyra |
| River Plate            | 1:1 | Wanderers           | Parque Saroldi         | 7 de febrero | 17:00 | Esteban Ostojich   |
| Cerrito                | 0:1 | Danubio             | Parque Viera           | 8 de febrero | 20:00 | Antonio García     |

| Montevideo City Torque | 1:2 | Fénix             | Centenario             | 11 de febrero | 20:15 | Daniel Fedorczuk   |
| Plaza Colonia          | 0:1 | River Plate       | Parque Prandi          | 12 de febrero | 17:00 | Christian Ferreyra |
| Rentistas              | 0:4 | Nacional          | Centenario             | 12 de febrero | 20:00 | Andrés Cunha       |
| Liverpool              | 4:0 | Albion            | Belvedere              | 13 de febrero | 09:30 | Santiago Motta     |
| Boston River           | 0:1 | Cerrito           | Juan Antonio Lavalleja | 13 de febrero | 17:00 | Javier Feres       |
| Peñarol                | 0:1 | Defensor Sporting | Campeón del Siglo      | 13 de febrero | 20:00 | Andrés Matonte     |
| Wanderers              | 1:0 | Cerro Largo       | Parque Viera           | 14 de febrero | 19:15 | Javier Burgos      |
| Deportivo Maldonado    | 1:2 | Danubio           | Domingo Burgueño       | 14 de febrero | 21:30 | Leodán González    |

| Cerro Largo       | 0:5 | Plaza Colonia          | Municipal Arquitecto Ubilla | 18 de febrero | 20:00 | Mathías De Armas   |
| River Plate       | 1:2 | Boston River           | Parque Saroldi              | 19 de febrero | 09:30 | Diego Riveiro      |
| Defensor Sporting | 1:3 | Montevideo City Torque | Luis Franzini               | 19 de febrero | 17:00 | Gustavo Tejera     |
| Albion            | 1:1 | Peñarol                | Centenario                  | 19 de febrero | 20:00 | Christian Ferreyra |
| Fénix             | 0:3 | Wanderers              | Parque Capurro              | 20 de febrero | 09:30 | Jonathan Fuentes   |
| Danubio           | 0:1 | Rentistas              | Jardines del Hipódromo      | 20 de febrero | 17:00 | Yimmy Álvarez      |
| Cerrito           | 0:3 | Deportivo Maldonado    | Jardines del Hipódromo      | 21 de febrero | 17:00 | Pablo Giménez      |
| Nacional          | 0:0 | Liverpool              | Gran Parque Central         | 21 de febrero | 20:15 | Javier Burgos      |

| Boston River           | 3:0 | Cerro Largo         | Juan Antonio Lavalleja | 25 de febrero | 17:00 | Antonio García   |
| Plaza Colonia          | 1:1 | Fénix               | Parque Prandi          | 25 de febrero | 19:15 | Javier Feres     |
| Rentistas              | 1:2 | Deportivo Maldonado | Parque Capurro         | 26 de febrero | 9:30  | Diego Dunajec    |
| Liverpool              | 0:1 | Danubio             | Belvedere              | 26 de febrero | 17:00 | Daniel Fedorczuk |
| Wanderers              | 1:0 | Defensor Sporting   | Parque Viera           | 26 de febrero | 19:15 | Diego Riveiro    |
| Peñarol                | 1:0 | Nacional            | Campeón del Siglo      | 27 de febrero | 17:00 | Leodán González  |
| River Plate            | 3:1 | Cerrito             | Parque Saroldi         | 28 de febrero | 17:00 | Andrés Matonte   |
| Montevideo City Torque | 1:2 | Albion              | Centenario             | 28 de febrero | 19:15 | Andrés Cunha     |

| Deportivo Maldonado | 1:0 | Liverpool              | Domingo Burgueño       | 4 de marzo  | 20:00 | Andrés Cunha     |
| River Plate         | 1:1 | Cerro Largo            | Parque Saroldi         | 5 de marzo  | 9:30  | Jonathan Fuentes |
| Danubio             | 0:1 | Peñarol                | Jardines del Hipódromo | 5 de marzo  | 16:30 | Gustavo Tejera   |
| Cerrito             | 2:1 | Rentistas              | Parque Palermo         | 11 de marzo | 19:15 | Andrés Cunha     |
| Fénix               | 0:2 | Boston River           | Parque Capurro         | 12 de marzo | 16:30 | Pablo Giménez    |
| Defensor Sporting   | 0:0 | Plaza Colonia          | Luis Franzini          | 12 de marzo | 19:00 | Leodán González  |
| Albion              | 1:1 | Wanderers              | Parque Saroldi         | 13 de marzo | 16:30 | Mathías De Armas |
| Nacional            | 1:1 | Montevideo City Torque | Gran Parque Central    | 13 de marzo | 19:30 | Jonathan Fuentes |

| Peñarol                | 1:1 | Deportivo Maldonado | Campeón del Siglo      | 19 de marzo | 18:00 | Javier Burgos   |
| Plaza Colonia          | 1:1 | Albion              | Parque Prandi          | 19 de marzo | 20:15 | Gustavo Tejera  |
| Liverpool              | 1:0 | Rentistas           | Belvedere              | 20 de marzo | 14:15 | Pablo Giménez   |
| River Plate            | 3:1 | Fénix               | Parque Saroldi         | 20 de marzo | 16:30 | Santiago Motta  |
| Wanderers              | 2:2 | Nacional            | Parque Viera           | 20 de marzo | 19:30 | Andrés Matonte  |
| Boston River           | 1:1 | Defensor Sporting   | Juan Antonio Lavalleja | 21 de marzo | 19:00 | Javier Feres    |
| Montevideo City Torque | 1:1 | Danubio             | Parque Viera           | 21 de marzo | 21:15 | Leodán González |
| Cerro Largo            | 1:0 | Cerrito             | Estadio Olímpico       | 22 de marzo | 16:30 | Diego Dunajec   |

| Rentistas           | 0:0 | Peñarol                | Artigas de Paysandú    | 1 de abril | 20:00 | Esteban Ostojich   |
| Albion              | 1:2 | Boston River           | Parque Saroldi         | 2 de abril | 13:15 | Leodan González    |
| Danubio             | 0:0 | Wanderers              | Jardines del Hipódromo | 2 de abril | 15:30 | Antonio García     |
| Nacional            | 1:0 | Plaza Colonia          | Gran Parque Central    | 2 de abril | 18:30 | Andrés Cunha       |
| Defensor Sporting   | 3:2 | River Plate            | Luis Franzini          | 2 de abril | 21:00 | Mathias de Armas   |
| Fénix               | 2:0 | Cerro Largo            | Parque Capurro         | 3 de abril | 15:30 | Diego Riveiro      |
| Cerrito             | 0:1 | Liverpool              | Parque Palermo         | 3 de abril | 18:00 | Gustavo Tejera     |
| Deportivo Maldonado | 2:1 | Montevideo City Torque | Domingo Burgueño       | 3 de abril | 20:30 | Christian Ferreyra |

| Cerro Largo            | 0:0 | Defensor Sporting   | Domingo Burgueño       | 8 de abril  | 19:15 | Javier Burgos      |
| Peñarol                | 2:1 | Liverpool           | Campeón del Siglo      | 9 de abril  | 16:00 | Leodán González    |
| Plaza Colonia          | 1:1 | Danubio             | Alberto Suppici        | 9 de abril  | 18:30 | Andrés Matonte     |
| Fénix                  | 2:0 | Cerrito             | Parque Capurro         | 10 de abril | 13:45 | Yimmy Álvarez      |
| River Plate            | 4:1 | Albion              | Parque Saroldi         | 10 de abril | 16:00 | Diego Riveiro      |
| Boston River           | 0:6 | Nacional            | Juan Antonio Lavalleja | 10 de abril | 18:30 | Christian Ferreyra |
| Wanderers              | 0:1 | Deportivo Maldonado | Parque Viera           | 11 de abril | 19:00 | Esteban Ostojich   |
| Montevideo City Torque | 2:0 | Rentistas           | Centenario             | 11 de abril | 21:15 | Daniel Rodríguez   |

| Danubio             | 0:0 | Boston River           | Jardines del Hipódromo | 15 de abril | 16:00 | Diego Riveiro    |
| Defensor Sporting   | 2:1 | Fénix                  | Luis Franzini          | 15 de abril | 20:15 | Daniel Fedorzuck |
| Liverpool           | 2:0 | Montevideo City Torque | Belvedere              | 16 de abril | 13:30 | Andrés Matonte   |
| Albion              | 2:1 | Cerro Largo            | Parque Saroldi         | 16 de abril | 16:00 | Andrés Cunha     |
| Cerrito             | 0:0 | Peñarol                | Centenario             | 16 de abril | 19:00 | Antonio García   |
| Deportivo Maldonado | 3:1 | Plaza Colonia          | Domingo Burgueño       | 17 de abril | 15:00 | Leodan González  |
| Nacional            | 1:1 | River Plate            | Gran Parque Central    | 17 de abril | 18:00 | José Burgos      |
| Rentistas           | 1:3 | Wanderers              | Parque Palermo         | 17 de abril | 20:30 | Gustavo Tejera   |

| Cerro Largo            | 0:2 | Nacional            | Artigas de Paysandú    | 22 de abril | 20:00 | Esteban Ostojich   |
| Wanderers              | 0:0 | Liverpool           | Parque Viera           | 23 de abril | 13:30 | Christian Ferreyra |
| River Plate            | 0:0 | Danubio             | Parque Saroldi         | 23 de abril | 16:00 | Gustavo Tejera     |
| Montevideo City Torque | 0:1 | Peñarol             | Centenario             | 23 de abril | 19:00 | Andrés Cunha       |
| Fénix                  | 2:1 | Albion              | Parque Capurro         | 24 de abril | 16:15 | Javier Feres       |
| Boston River           | 2:0 | Deportivo Maldonado | Juan Antonio Lavalleja | 24 de abril | 18:30 | Antonio García     |
| Plaza Colonia          | 0:3 | Rentistas           | Alberto Suppici        | 24 de abril | 21:00 | José Burgos        |
| Defensor Sporting      | 0:0 | Cerrito             | Luis Franzini          | 25 de abril | 20:00 | Pablo Giménez      |

| Cerrito             | 2:2 | Montevideo City Torque | Parque Palermo         | 6 de mayo | 19:15 | Mathías De Armas  |
| Albion              | 0:3 | Defensor Sporting      | Parque Saroldi         | 7 de mayo | 13:00 | Diego Dunajec     |
| Liverpool           | 1:0 | Plaza Colonia          | Belvedere              | 7 de mayo | 15:30 | Nicolás Vignolo   |
| Deportivo Maldonado | 2:1 | River Plate            | Domingo Burgueño       | 7 de mayo | 18:00 | Andrés Matonte    |
| Rentistas           | 0:1 | Boston River           | Parque Artigas         | 8 de mayo | 13:00 | Leodán González   |
| Danubio             | 2:0 | Cerro Largo            | Jardines del Hipódromo | 8 de mayo | 15:30 | Cristian Ferreyra |
| Peñarol             | 1:0 | Wanderers              | Campeón del Siglo      | 8 de mayo | 19:00 | Esteban Ostojich  |
| Nacional            | 1:0 | Fénix                  | Gran Parque Central    | 9 de mayo | 19:30 | Gustavo Tejera    |

| River Plate       | 1:0 | Rentistas              | Parque Saroldi              | 13 de mayo | 15:00 | Andrés Cunha       |
| Plaza Colonia     | 0:1 | Peñarol                | Alberto Suppici             | 13 de mayo | 20:30 | Christian Ferreyra |
| Defensor Sporting | 0:2 | Nacional               | Luis Franzini               | 14 de mayo | 18:00 | Leodán González    |
| Wanderers         | 1:1 | Montevideo City Torque | Parque Viera                | 14 de mayo | 20:30 | Andrés Matonte     |
| Cerro Largo       | 1:0 | Deportivo Maldonado    | Municipal Arquitecto Ubilla | 15 de mayo | 11:00 | José Burgos        |
| Fénix             | 0:0 | Danubio                | Parque Capurro              | 15 de mayo | 13:15 | Esteban Ostojich   |
| Albion            | 2:2 | Cerrito                | Jardines del Hipódromo      | 15 de mayo | 15:30 | Diego Riveiro      |
| Boston River      | 2:3 | Liverpool              | Juan Antonio Lavalleja      | 16 de mayo | 18:00 | Pablo Giménez      |

| Deportivo Maldonado    | 0:1 | Fénix             | Domingo Burgueño       | 20 de mayo | 20:00 | Mathías de Armas |
| Rentistas              | 2:0 | Cerro Largo       | Complejo Rentistas     | 21 de mayo | 14:30 | Santiago Motta   |
| Nacional               | 2:0 | Albion            | Gran Parque Central    | 21 de mayo | 17:00 | Andrés Matonte   |
| Peñarol                | 1:0 | Boston River      | Campeón del Siglo      | 21 de mayo | 19:30 | Gustavo Tejera   |
| Liverpool              | 2:1 | River Plate       | Belvedere              | 22 de mayo | 13:00 | Leodán González  |
| Danubio                | 1:2 | Defensor Sporting | Jardines del Hipódromo | 22 de mayo | 15:30 | Andrés Cunha     |
| Cerrito                | 0:2 | Wanderers         | Parque Palermo         | 22 de mayo | 18:00 | Jonathan Fuentes |
| Montevideo City Torque | 1:1 | Plaza Colonia     | Centenario             | 23 de mayo | 19:00 | Diego Riveiro    |

| Albion            | 1:2 | Danubio                | Parque Saroldi              | 27 de mayo | 15:00 | Antonio García     |
| Cerro Largo       | 1:2 | Liverpool              | Municipal Arquitecto Ubilla | 28 de mayo | 15:00 | Gustavo Tejera     |
| Boston River      | 3:1 | Montevideo City Torque | Juan Antonio Lavalleja      | 28 de mayo | 17:30 | Leodán González    |
| Nacional          | 3:0 | Cerrito                | Gran Parque Central         | 28 de mayo | 20:00 | Esteban Ostojich   |
| Plaza Colonia     | 1:0 | Wanderers              | Parque Prandi               | 29 de mayo | 12:30 | Javier Feres       |
| River Plate       | 0:0 | Peñarol                | Parque Saroldi              | 29 de mayo | 15:00 | José Burgos        |
| Defensor Sporting | 1:1 | Deportivo Maldonado    | Luis Franzini               | 29 de mayo | 17:30 | Christian Ferreyra |
| Fénix             | 2:1 | Rentistas              | Parque Capurro              | 30 de mayo | 15:00 | Diego Riveiro      |

| Montevideo City Torque | 0:0 | River Plate       | Centenario             | 3 de junio | 19:15 | Nicolás Vignolo    |
| Peñarol                | 0:1 | Cerro Largo       | Campeón del Siglo      | 4 de junio | 16:00 | Leodán González    |
| Deportivo Maldonado    | 0:0 | Albion            | Domingo Burgueño       | 4 de junio | 16:00 | Gustavo Tejera     |
| Cerrito                | 1:1 | Plaza Colonia     | Parque Palermo         | 4 de junio | 18:30 | Andrés Cunha       |
| Rentistas              | 1:0 | Defensor Sporting | Complejo Rentistas     | 5 de junio | 12:00 | Diego Dunajec      |
| Liverpool (C)          | 1:0 | Fénix             | Belvedere              | 5 de junio | 15:00 | Esteban Ostojich   |
| Danubio                | 2:1 | Nacional          | Jardines del Hipódromo | 5 de junio | 15:00 | Christian Ferreyra |
| Wanderers              | 1:2 | Boston River      | Parque Viera           | 6 de junio | 18:30 | José Burgos        |

## Goleadores
| Jugador            | Club                   | Goles | PJ | GPP  |
| ------------------ | ---------------------- | ----- | -- | ---- |
| Mauro Méndez       | Montevideo Wanderers   | 8     | 14 | 0.57 |
| Enzo Borges        | Deportivo Maldonado    | 7     | 15 | 0.47 |
| Alan Medina        | Liverpool              | 5     | 14 | 0.36 |
| Fabián Estoyanoff  | Fénix                  | 5     | 14 | 0.36 |
| Sebastián Guerrero | Montevideo City Torque | 5     | 15 | 0.33 |
| Pablo Ceppelini    | Peñarol                | 5     | 13 | 0.38 |

Fuente: Transfermarkt

### Tripletes o más
A continuación se detallan los tripletes conseguidos a lo largo del Torneo Apertura.
| Fecha      | Jugador         | Goles      | Local        |  | Resultado |  | Visitante | Rep.    |
| ---------- | --------------- | ---------- | ------------ |  | --------- |  | --------- | ------- |
| 10/04/2022 | Felipe Carballo | 1' 17' 81' | Boston River |  | 0 – 6     |  | Nacional  | Fecha 8 |

## Récords
- Primer gol del Torneo Apertura: Cristhian Tizón de  Cerro Largo vs. Montevideo City Torque (5 de febrero de 2022)

- Último gol del Torneo Apertura: Alexander Machado de  Boston River vs.  Montevideo Wanderers (6 de junio de 2022)

- Gol más tempranero en el Apertura: 1 minuto: Felipe Carballo de  Nacional vs.  Boston River (10 de abril de 2022)

- Gol más tardío en el Apertura: 90+8 minutos: Sebastián Guerrero de Montevideo City Torque vs.  Cerro Largo (5 de febrero de 2022)

- Mayor número de goles marcados en un partido en el Apertura: 8 goles (3–5) Albion vs.  Rentistas (6 de febrero de 2022)

- Mayor victoria local en el Apertura: (4–0)  Liverpool vs. Albion (13 de febrero de 2022)

- Mayor victoria visitante en el Apertura: (0–6)  Boston River vs.  Nacional (10 de abril de 2022)